# Psalm 57
Der 57. Psalm ist ein Psalm Davids und wurde nach der Melodie „Verdirb nicht!“ vorgesungen (Ps 57,1 ). Diese Melodie wird auch in Psalm 58 (Ps 58,1 ), Psalm 59 (Ps 59,1 ) und Psalm 75 (Ps 75,1 ) verwendet.

## Gliederung
Der Psalm lässt sich in folgende Abschnitte gliedern:
- Vers 2–7: David stärkt sich im Gebet (Ps 57,2–7 SLT)
- Vers 8–12: David drückt seine neu gewonnene Zuversicht aus (Ps 57,8–12 SLT)

## Datierung
Dem ersten Vers (Ps 57,1 ) ist zu entnehmen, dass dieser Psalm in der Zeit von 1 Sam 24  entstanden ist. Auch der Psalm 142  wurde sehr wahrscheinlich in dieser Zeit geschrieben.

## Vertonung
- Mein Herz ist bereit von Nicolaus Bruhns mit dem Text von Psalm 57,8–12[3]
- Mein Herz ist bereit von Dietrich Buxtehude, BuxWV 73, mit dem Text von Psalm 57,8–12[4]
- Mein Herz ist bereit von Heinrich Schütz, SWV 341, Symphoniae sacrae II, Op.10 (No.1), mit dem Text von Psalm 57,8–12[5]